# نهاش أخضر
نهاش أخضر (الاسم العلمي: Lutjanus viridis) (بالإنجليزية: Blue and gold snapper)‏ هو نوع من الأسماك يتبع جنس النهاش من الفصيلة النهاشية.